# Jim Carrey
James Eugene »Jim« Carrey, kanadski filmski igralec, * 17. januar 1962, Newmarket, Ontario, Kanada.

## Zgodnje življenje in začetki v komediji
Rodil se je v katoliški družini kot najmlajši od štirih otrok očetu Percyu (1927–1994) in mami Kathleen Carrey. Oče je delal kot glasbenik in računovodja, mama pa je bila gospodinja. Ima še brata Johna ter sestri Patricio in Rito. Mama je francoskih, irskih in škotskih korenin. Oče pa je bil potomec francoskih korenin, katerih je bil izvirni priimek Carré.
Jim Carrey se je rodil v Newmarktu, ki se nahaja približno 45 kilometrov severno od Toronta, s komedijo se je začel ukvarjati že zelo zgodaj. Ko je bil star 10 let, je poslal svoj življenjepis tedanjemu  televizijskemu showu Carol Burnett Show. V srednji šoli so ga učitelji pustili ob koncu pouka nekaj minut, da zabava sošolce s svojo stand-up predstavo.
Njegova družina je preživljala težke čase in se je bila prisiljena preseliti v predmestje Toronta z imenom Scarborough, kjer so delali kot varnostniki in vratarji na delovnih mestih v tovarni (Titan kolesa). Jim je začel delati po osem ur in to vsak dan po šoli. Na koncu je družina živela v kombiju znamke Volkswagen na zelenici sorodnikovega posestva, vse dokler niso imeli dovolj denarja za preselitev v mesto.
Carrey je zapustil srednjo šolo in začel delati v komedijantskih klubih, ki so vključevali izboljšanje igralskih sposobnosti, ki so vključene oponašanje znanih oseb, kot so Michael Landon in James Stewart. Leta 1979 se je preselil v Los Angeles in začel delati v klubu komedijantov (Comedy Store), kjer ga je odkril komik Rodney Dangerfield. Dangerfieldu je bil Carreyeva igra tako všeč, da je z njim sklenil pogodbo za nastope na odprti turneji.

## Filmografija (izbor)
- Ace Ventura: Nori detektiv (1994)
- Butec in butec (1994)
- Maska (1994)
- Ace Ventura: Klic divjine (1995)
- Batman za vedno (1995)
- Ti, ti lažnivec (1997)
- Trumanov show (1998)
- Človek z Lune (1999)
- Kako je Grinch ukradel božič (2000)
- Jaz, Irene & jaz (2000)
- Vsemogočni Bruce (2003)
- Večno sonce brezmadežnega uma (2004)
- Lemony Snicket: Zaporedje nesrečnih dogodkov (2004)
- Norčije z Dickom in Jane (2005)
- Reci da (2008)
- Horton (2008)
- Božična pesem (2009)
- Pingvini gospoda Popperja (2011)
- Neverjetni Burt Wonderstone (2013)
- Kick-Ass 2 (2013)
- Butec in butec DA (2014)
- Ježek Sonic (2020)
- Ježek Sonic 2 (2022)

## Ostale spletne povezave
- Jim Carrey | Facebook
- Jim Carrey na spletni filmski podatkovni zbirki IMDb
- Jim Carrey na Notable Names Database
- Carrey: Life Is Too Beautiful, a summary of a November 2004 60 Minutes interview with Carrey
- Jim Carrey Biography - Cinema.com
- Top 11 Jim Carrey Film Roles Arhivirano 2008-12-18 na Wayback Machine. on Moviefone